# Guillermo Allier
Guillermo Roberto Allier y Mendoza (Ciudad de México, 7 de junio de 1935), más conocido como Guillermo Allier, es un exjugador internacional mexicano de bádminton perteneciente al Centro Deportivo Chapultepec AC que compitió en las diferentes categorías de Sencillos, Dobles Masculino y Mixtos, desde 1952 hasta 1975.
Representó a México con la selección nacional de bádminton en torneos de gran importancia internacional, tales como la Copa Thomas, siendo parte del histórico primer equipo mexicano que la disputó contra Japón en 1964, y que más tarde volvería a ser parte de la selección en 1967 contra Canadá, y en 1970 contra Estados Unidos.
A finales de la década de los 50, cuando su carrera deportiva comenzaba, fue catalogado como uno de los mejores elementos jóvenes a nivel nacional y como la promesa del bádminton mexicano. 
Destacó durante la década de los 60, además de que es considerado como uno de los exponentes del bádminton mexicano durante dicha década. Asimismo, a lo largo de su carrera deportiva como jugador de primera fuerza, estuvo clasificado entre los mejores badmintonistas nacionales.
Desde 1958 hasta 1975 compitió en el Campeonato Nacional de Bádminton, evento donde logró ser campeón de México en cuatro ocasiones (tres de ellos junto con su hermana Carolina Allier y uno de ellos con el también jugador internacional mexicano Salvador Peniche), siete veces subcampeón y una vez tercer lugar en las categorías de Dobles Masculino y Mixtos.  
Debido a estos 4 títulos, el portal Bádminton MX lo registra en el lugar 36 histórico de medallistas campeones nacionales. 

## Biografía

### Primeros años
Nació en la calle de Mosqueta esquina con calle Soto, en la colonia Guerrero, el 7 de junio de 1935, en el seno de una familia conformada por seis integrantes, cuatro de ellos jugaron bádminton de manera competitiva; su padre fue Guillermo Allier y Osorno, nadador catalogado en 1935 como campeón Olímpico, además de ser capitán del equipo de natación por los Ferrocarriles Nacionales de México, empresa donde trabajaba como pagador; participó en el campeonato nacional de bádminton y representó a México en torneos internacionales de veteranos. 
Su madre fue Evangelina Mendoza Centeno de Allier, quien también fue jugadora de bádminton y que representó a México en torneos de veteranos; de esta pareja surgieron tres hombres y una mujer, Eduardo, Alejandro y Carolina.
Su hermana Carolina Allier fue una destacada y referente jugadora de bádminton; su hermano Alejandro Allier fue un competitivo nadador que, entre muchos de sus logros, fue triple campeón nacional juvenil en 200 metros libres, en el medley individual y en 50 metros mariposa a la edad de 13 años. Debido a sus logros, fue  catalogado como un atleta juvenil con un prestigiado lugar entre las figuras de la natación mexicana. Su hermano Eduardo Allier se dedicó a los clavados, y desde muy joven fue catalogado como un reconocido competidor.
Su padre les enseñó a sus hijos a muy temprana edad y a su esposa a practicar diversos deportes, principalmente la natación; constantemente visitaban el balneario Elba, ubicado al poniente de la Ciudad de México para ejercitarse y obtener una condición física superior. También les enseñó el ciclismo, deporte donde Guillermo Jr ganó su primera medalla al participar en una carrera que se ubicó en el puente que divide el lago menor y el lago mayor en el bosque de Chapultepec; dicha carrera empezó en último lugar.

### Ingreso al Centro Deportivo Chapultepec
En 1949 la familia tuvo la oportunidad de ingresar al Centro Deportivo Chapultepec, lugar donde pudieron competir y nadar competitivamente; Guillermo sería socio activo hasta 2005. En 1952 empezó a practicar uno de los deportes más emblemáticos de México en años venideros: el bádminton, en el gimnasio del sexto piso del Deportivo Chapultepec, recinto considerado, por excelencia, como La catedral del bádminton en México. Dejó de nadar competitivamente cuando eran temporadas de lluvias, ya que había un desagrado por parte de Guillermo al nadar en esas condiciones. Es por eso que le fue cómodo jugar en las canchas de bádminton, ya que estaban techadas.

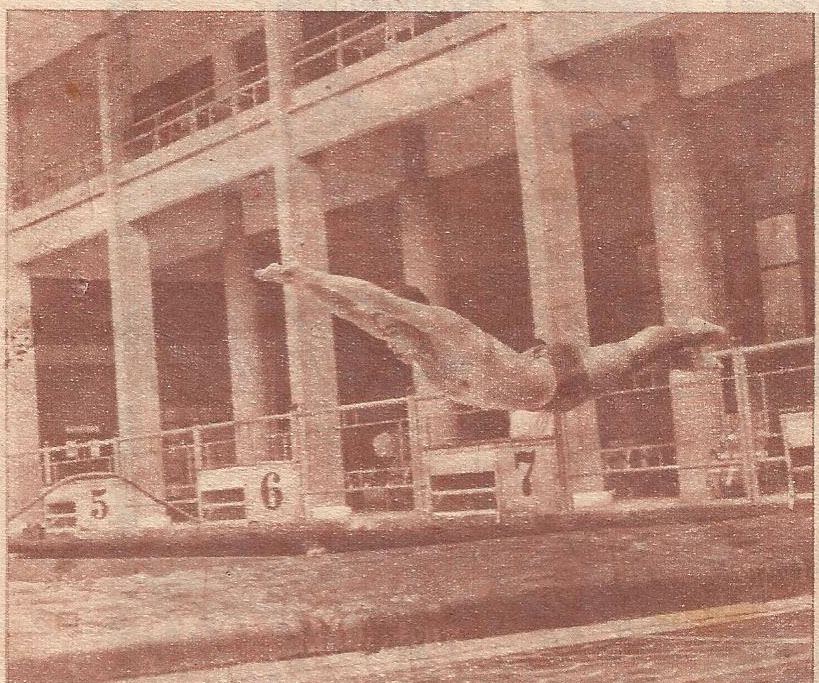
Su hermano Alejandro Allier a la edad de 13 años, haciendo una entrada al agua de la alberca olímpica del Centro Deportivo Chapultepec, en 1956.

Al practicarlo descubrió que le provocaba un agotamiento físico superior a cualquier otro deporte, así que dejó a un lado la natación para empezar así su carrera amateur. Como curiosidad, fue tanta su afición a este rápido deporte, que cuando tenía 16 años y mientras vivía con su familia en una privada de la calle Puebla de la colonia Roma (donde también habitaba Ferrusquilla), invitó a sus hermanos, a sus padres y vecinos a jugar con él en el patio, colocando un hilo como red y prestando sus raquetas y gallitos que su padre le compró. 
Desde inicios de la década de los 50 había competido en categorías inferiores. En 1954 fue su primera salida al extranjero como seleccionado nacional para competir en el Western States Open de categoría B. En 1958 fue triple campeón de primera fuerza clase B en las categorías de Sencillos, Dobles Masculino haciendo pareja con el Ing. Víctor Jaramillo Villalobos, y en Mixtos haciendo pareja con su hermana Carolina. Con este triple triunfo subió a la categoría de primera fuerza clase A, y así dio comienzo a competir en las ligas mayores.

## Trayectoria en México

### Campeonato Nacional de México
Desde 1958 participó en el campeonato nacional, jugando las categorías de Sencillos, Dobles Masculino y Mixtos. En 1965 logró ser por primera vez Monarca Nacional en la modalidad de Dobles Masculino junto con el también jugador internacional mexicano Salvador Peniche.
Más tarde, en los años 1968, 1969 y 1970 logró ser tricampeón nacional junto con su hermana Carolina, convirtiéndose en la primera pareja de hermanos en la historia del bádminton mexicano en ganar un campeonato nacional en Mixtos, así como la primera pareja de hermanos en ganar tres veces consecutivas la corona nacional en dicha modalidad. Esta misma pareja lograría más tarde, en 1974, un subcampeonato y en 1975 (Guillermo con 40 años y Carolina con 31 años) el bisubcampeonato nacional, ambas finales disputadas contra Roy Díaz González (de 22 años) haciendo pareja con Josefina de Tinoco, terminando así su veterana participación de 17 años en el campeonato nacional y del bádminton en general.
Dobles Masculino
| Año  | Torneo                                     | Compañero         | Adversario                       | Puntuación      | Resultado         |
| ---- | ------------------------------------------ | ----------------- | -------------------------------- | --------------- | ----------------- |
| 1961 | Campeonato Nacional de Bádminton de México | Fernando Molinar  | Raúl Rangel Antonio Rangel       | 18-16 15-8      | Medalla de plata  |
| 1962 | Campeonato Nacional de Bádminton de México | Gustavo Hernández | Raúl Rangel Antonio Rangel       | 10-15 15-7 15-4 | Medalla de plata  |
| 1963 | Campeonato Nacional de Bádminton de México | Fernando Molinar  | Raúl Rangel Antonio Rangel       | 18-16 15-4      | Medalla de plata  |
| 1965 | Campeonato Nacional de Bádminton de México | Salvador Peniche  | Raúl Rangel Antonio Rangel       | 15-4 5-15 15-11 | Medalla de oro    |
| 1967 | Campeonato Nacional de Bádminton de México | Salvador Peniche  | Jorge Palazuelos Francisco Ortiz | 18-14 18-16     | Medalla de bronce |

Mixtos
| Año  | Torneo                                     | Compañero       | Adversario                           | Puntuación       | Resultado        |
| ---- | ------------------------------------------ | --------------- | ------------------------------------ | ---------------- | ---------------- |
| 1965 | Campeonato Nacional de Bádminton de México | Lucero Soto     | Antonio Rangel Carolina Allier       | 15-3 15-11       | Medalla de plata |
| 1967 | Campeonato Nacional de Bádminton de México | Carolina Allier | Óscar Lujan Jr Guillermina Tinoco    | 5-15 15-13 17-15 | Medalla de plata |
| 1968 | Campeonato Nacional de Bádminton de México | Carolina Allier | Antonio Rangel Lucero Soto           | 15-3 15-9        | Medalla de oro   |
| 1969 | Campeonato Nacional de Bádminton de México | Carolina Allier | Sin información                      | Sin información  | Medalla de oro   |
| 1970 | Campeonato Nacional de Bádminton de México | Carolina Allier | Sin información                      | Sin información  | Medalla de oro   |
| 1974 | Campeonato Nacional de Bádminton de México | Carolina Allier | Roy Díaz González Josefina de Tinoco | Sin información  | Medalla de plata |
| 1975 | Campeonato Nacional de Bádminton de México | Carolina Allier | Roy Díaz González Josefina de Tinoco | Sin información  | Medalla de plata |

### Palmarés en México
A lo largo de 17 años como jugador de primera fuerza compitió en varios torneos locales, mayoritariamente dentro de la Ciudad de México. Los encuentros regionales eran de gran nivel atlético; un ejemplo de ello es el torneo abierto de bádminton de primera fuerza del Distrito Federal, que se efectuó en el gimnasio del Centro Deportivo Chapultepec, en 1961.Guillermo enfrentó la final de Dobles masculino a los hermanos Antonio y Raúl Rangel haciendo pareja con Fernando "Chita" Molinar.
El partido fue uno de los más emocionantes del torneo y del año debido a que ambas parejas habían demostrado un bádminton de mucha calidad y categoría que levantó del asiento a los aficionados; hubo contestaciones increíbles y extraordinarias con golpes bien ejecutados por parte de las dos parejas que provocaban aplausos y admiración constante por parte de los presentes. Al final de un magnífico partido, la victoria fue para los hermanos Rangel con resultado 9-15, 15-8 y 18-6.
Al día siguiente, la prensa escrita publicaría la crónica deportiva de este juego de la siguiente manera, debido a la calidad atlética que Allier y los demás jugadores demostraron. En los fragmentos se puede leer:

Fernando "Chita" Molinar, Guillermo Allier, Raúl y Antonio Rangel fueron los protagonistas del mejor partido que se ha visto en las canchas del Deportivo Chapultepec.
El Universal. 4 de Septiembre de de 1961.

Luego (Antonio) en pareja con Raúl, en uno de los mejores partidos que se han visto en el gimnasio del Centro Deportivo Chapultepec, conquistó la corona del evento de Dobles Varonil, al vencer al maravilloso dueto de Fernando "Chita" Molinar y Guillermo Allier.
Excélsior. 4 de Septiembre de 1961.

| 1958 | Torneo de Bádminton "Club deportivo Toluca"                                     | Fernando Molinar          | Raúl Rangel Antonio Rangel        | 15-10 8-15 15-0  | Medalla de plata  |
| 1961 | Torneo abierto de Bádminton de primera fuerza del Distrito Federal              | Fernando Molinar          | Raúl Rangel Antonio Rangel        | 9-15 15-8 18-6   | Medalla de plata  |
| 1961 | Torneo Interior de Primera Fuerza de Bádminton del Centro Deportivo Chapultepec | Eugenio González Arellano | Raúl Rangel Antonio Rangel        | Sin información  | Medalla de plata  |
| 1963 | Campeonato de Bádminton de primera fuerza del Distrito Federal                  | Fernando Molinar          | Raúl Rangel Antonio Rangel        | 13-15 15-10 15-9 | Medalla de plata  |
| 1964 | Campeonato de Bádminton de primera fuerza del Distrito Federal                  | Óscar Luján Jr            | Raúl Rangel Antonio Rangel        | 15-10 15-7       | Medalla de plata  |
| 1965 | Campeonato de Bádminton de primera fuerza del Distrito Federal                  | Salvador Peniche          | Raúl Rangel Antonio Rangel        | 15-4 5-15 15-11  | Medalla de oro    |
| 1965 | VII Juegos Deportivos Distrito Federal                                          | Salvador Peniche          | Raúl Rangel Antonio Rangel        | 15-10 15-11      | Medalla de plata  |
| 1967 | Campeonato de Bádminton de primera fuerza del Distrito Federal                  | Antonio Rangel            | Óscar Luján Jr Gustavo Hernández  | 15-7 15-7 15-3   | Medalla de plata  |
| 1969 | Torneo Interior de Primera Fuerza de Bádminton del Centro Deportivo Chapultepec | Salvador Peniche          | Jorge Palazuelos Francisco Sañudo | 15-8 15-7        | Medalla de plata  |
| 1972 | Campeonato de Bádminton de primera fuerza del Distrito Federal                  | Gustavo Hernández         | Sin información                   | Sin información  | Medalla de bronce |

| 1961 | Torneo abierto de Bádminton de primera fuerza del Distrito Federal              | Carolina Allier      | Raúl Rangel Antonio Rangel        | Default- lesión de Carolina | Medalla de plata  |
| 1961 | Torneo Interior de Primera Fuerza de Bádminton del Centro Deportivo Chapultepec | Evangelina de Allier | Sin información                   | Sin información             | Medalla de bronce |
| 1964 | Campeonato de Bádminton de primera fuerza del Distrito Federal                  | Lucero Soto          | Sin información                   | Sin información             | Medalla de bronce |
| 1965 | Campeonato de Bádminton de primera fuerza del Distrito Federal                  | Lucero Soto          | Antonio Rangel Carolina Allier    | 15-3 15-11                  | Medalla de plata  |
| 1965 | VII Juegos Deportivos Distrito Federal                                          | Lucero Soto          | Sin información                   | Sin información             | Medalla de oro    |
| 1966 | Campeonato de Bádminton de primera fuerza del Distrito Federal                  | Ernestina de Rivera  | Antonio Rangel Lucero Soto        | 15-12 15-12                 | Medalla de plata  |
| 1968 | Campeonato de Bádminton de primera fuerza del Distrito Federal                  | Sin información      | Sin información                   | Sin información             | Medalla de oro    |
| 1968 | X Juegos Deportivos Distrito Federal                                            | Sin información      | Sin información                   | Sin información             | Medalla de plata  |
| 1969 | Campeonato de Bádminton de primera fuerza del Distrito Federal                  | Carolina Allier      | Óscar Luján Jr Josefina Tinoco    | 15-2 15-7                   | Medalla de oro    |
| 1969 | Torneo Interior de Primera Fuerza de Bádminton del Centro Deportivo Chapultepec | Ernestina de Rivera  | Lucero Soto Oscar Luján Jr        | 15-5 15-7                   | Medalla de oro    |
| 1972 | Campeonato de Bádminton de primera fuerza del Distrito Federal                  | Ernestina de Rivera  | Roy Díaz González Josefina Tinoco | 15-5 15-6                   | Medalla de plata  |

### Ranking nacional
| Año  | Sencillos | Dobles masculino            | Mixtos                    |
| ---- | --------- | --------------------------- | ------------------------- |
| 1961 | 4°        | Sin información             | Sin información           |
| 1962 | 4°        | 2° Fernando "Chita" Molinar | Sin información           |
| 1963 | 7°        | 2° Fernando "Chita" Molinar | 5° Carmela Martínez       |
| 1964 | 6°        | 3° Gustavo Hernández        | 3° Lucero Soto de Peniche |

## Trayectoria internacional

#### Western States Open B
En 1954 fue su primera salida al extranjero como seleccionado nacional para participar en la XIV edición del Western States Open, que se efectuó en Manhattan Beach Badminton Club, en Manhattan Beach, California; en el XVIII Western States Open, celebrado en  1957, logró un campeonato de primer lugar internacional en la modalidad de Sencillos de categoría B. Guillermo participaría en ediciones posteriores de este torneo, siendo ya un jugador de primera fuerza.
Sencillos
| Año  | Torneo              | Categoría | Adversario | Puntuación | Resultado      |
| ---- | ------------------- | --------- | ---------- | ---------- | -------------- |
| 1957 | Western States Open | B         | Treloggen  | 15-8 15-3  | Medalla de oro |

#### Campeonato Nacional Abierto de México
El Campeonato Nacional Abierto de México es un evento de competición internacional, siendo la 1.ª edición en 1964. Anteriormente se le conocía como Torneo Internacional de la Ciudad de México, evento donde Guillermo participó en las ediciones de 1958, 1959, 1961 y 1962. En estos torneos principalmente compitió con y contra los mejores atletas de México, de América y del mundo, tales como Erland Kops, Tan Joe Hok, Channarong Ratanaseangsuang, Jamie Paulson, entre otros.

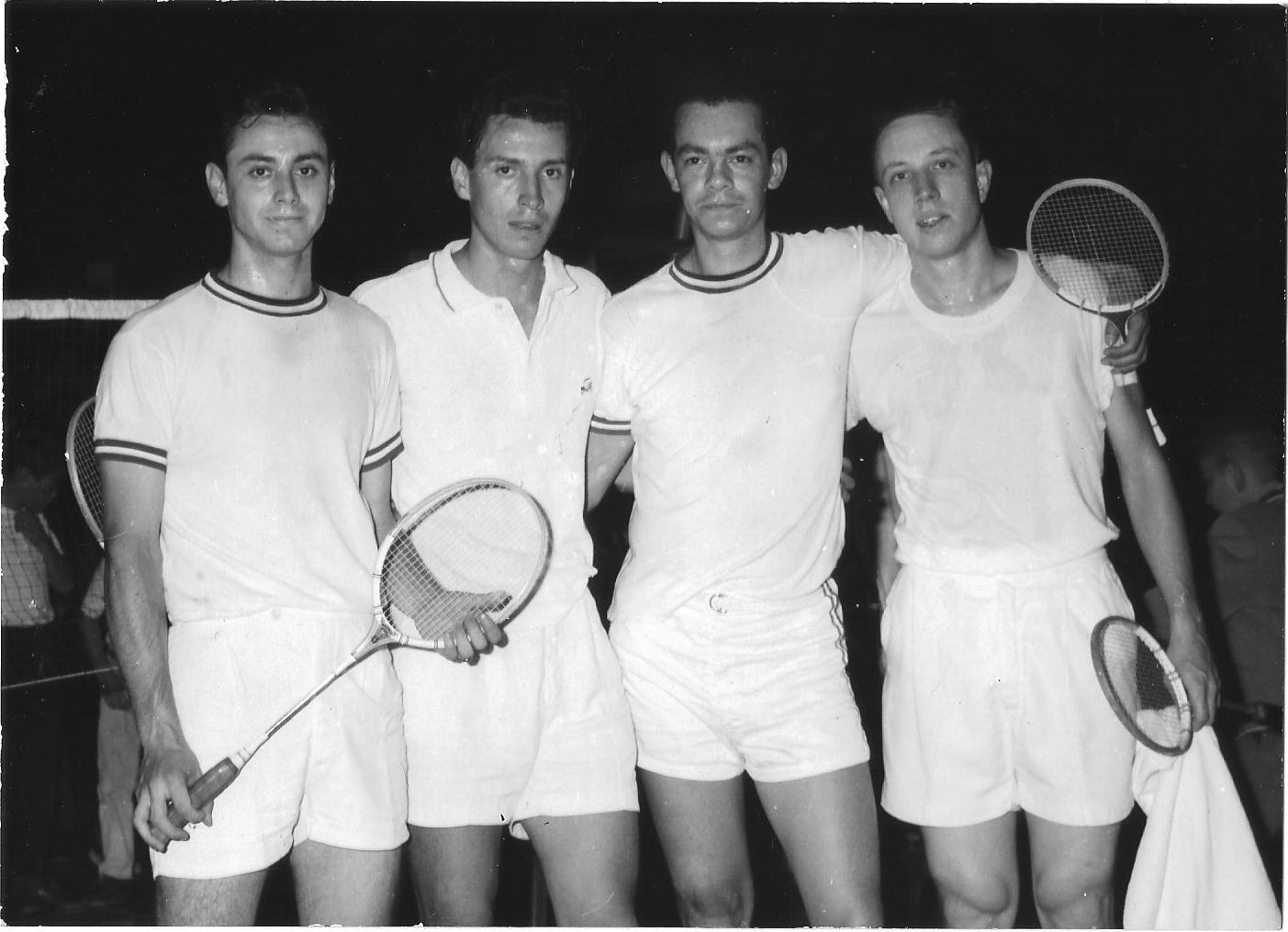
Campeones y subcampeones del III Campeonato Nacional Abierto de Bádminton de México, de izquierda a derecha, Antonio y Raúl Rangel, Guillermo Allier y Rod Starkey, en 1966

Guillermo representó a México en el Nacional Abierto desde 1964 hasta aproximadamente 1974-75; en el III Campeonato Nacional Abierto de México, celebrado en 1966, logró un subcampeonato internacional en la modalidad de Dobles Masculino haciendo pareja con Rodney Starkey, jugador internacional estadounidense de bádminton, miembro del equipo de la Copa Thomas y clasificado en ese año como el número 3 nacional de su país.
Dobles masculino
| Año  | Torneo                                | Compañero   | Adversario                 | Puntuación | Resultado        |
| ---- | ------------------------------------- | ----------- | -------------------------- | ---------- | ---------------- |
| 1966 | Campeonato Nacional Abierto de México | Rod Starkey | Raúl Rangel Antonio Rangel | 15-9 15-6  | Medalla de plata |

### Otras competencias internacionales[n. 4]
- Fue miembro del equipo mexicano que participó en el US Open de la edición de 1964,[13] llegó hasta segunda fase jugando desde la fase de clasificación.

## Copa mundial de bádminton:Copa Thomas
You are a nice man and a good double player.
Tan Joe Hok a Allier previo a la Thomas Cup. 1964.

##### Edición 1964
Desde agosto de 1963 se preparó una preselección nacional conformada por varios jugadores, entre ellos Guillermo para elegir a 6 jugadores titulares y 2 suplentes de cara al debut de México en la 6.ª edición de la Copa del mundo en contra de Japón. Ernesto Villareal fue el entrenador y capitán de esa edición, siendo también invitado a ser entrenador el indonesio Tan Joe Hok, campeón del All England en 1959 y hasta esa fecha dos veces campeón de la Copa Thomas (1958 y 1961). En el mes de febrero se dio a conocer la selección nacional que representaría a México en la máxima justa mundial. 

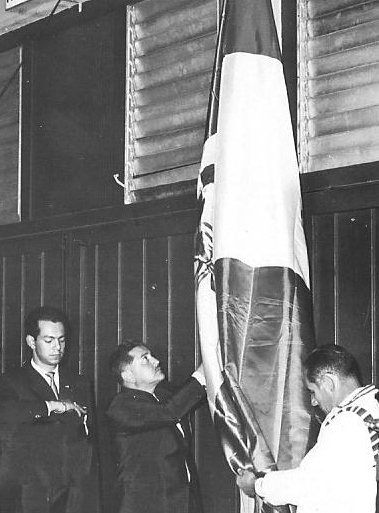
Guillermo Allier en el izamiento de la bandera mexicana, en el debut de México en la Copa Thomas, en 1964

Dicha selección estaba conformada por: 
- Guillermo Allier
- Antonio Rangel
- Raúl Rangel
- Manuel Ordorica
- Óscar Luján Jr
- Sergio Fraustro
- Guillermo Rossell- Suplente
- Salvador Peniche- Suplente

De esta manera, Guillermo fue miembro del histórico primer equipo mexicano en disputar tan prestigiosa competición, en 1964. La selección nacional se basaba en un sólido equipo que contaba con los mejores jugadores nacionales, con un gran rendimiento, con buena actuación y experiencia triunfal en torneos de categoría internacional.
El 20 de febrero se efectuó el sorteo de juegos en el salón de recepciones del Centro Deportivo Chapultepec. En el programa de la Copa Thomas hizo pareja con Óscar Luján Jr para disputar los encuentros de Dobles contra Eiichi Nagai y Eiichi Sakai para el 22, y contra Yoshio Komiya y Yoshinori Itagaki para el 23. Cabe agregar que el formato de competición de la copa aún mantenía su formato a 9 puntos; por ende, se disputaron 5 partidos de Sencillos y 4 de Dobles.
México hizo su debut en contra de Japón, ambos equipos inscritos en la zona americana. Se disputaron el 22 y 23 de febrero en el gimnasio urbano del Centro SCOP ubicado en la Colonia Narvarte, Ciudad de México.
Al primer día del encuentro, el equipo japonés se puso en ventaja 4-0 sobre los mexicanos; Allier y Luján perdieron el primer partido de Dobles contra Sakai y Nagai por 15-4 15-2. A pesar de que su primer juego acabó en derrota, fueron la primera pareja mexicana en disputar un partido de Dobles en la historia de la Copa Thomas.
Al segundo día del encuentro, Allier y Luján perdieron su segundo partido contra Komiya e Itagaki por 15-4 y 15-4, acabando así su participación en el campeonato mundial; Japón venció a México por 9-0 puntos requeridos.

##### Edición 1967
El 30 de diciembre de 1966 terminó el torneo de preselección de bádminton de Dobles, Guillermo en compañía de Gustavo Hernández vencieron en la final a Francisco Ortiz y Francisco Sañudo con marcador de 15-12 y 18-13. Finalizaron el torneo invictos, obteniendo así el pase de jugador selectivo para enfrentar a Canadá en la séptima edición de la Copa Thomas.
El viernes 27 y sábado 28 de enero de 1967 se disputó el torneo selectivo de bádminton que unía a los 10 mejores jugadores de México, y que sería la clasificación para elegir a los seis titulares y dos suplentes. Se formaron dos equipos, el azul, que estaba encabezado por Antonio Rangel, y el rojo, donde Allier estaba ubicado. Al finalizar el torneo la selección se integró y Allier nuevamente ganó el justo derecho de ser uno de los seis titulares de la escuadra mexicana. Sería la segunda vez que jugaría los partidos de Dobles en la máxima justa mundial... pero ocurrió lo inaudito.

###### Exclusión como titular
El 9 de febrero de 1967 se efectuó el programa de sorteos para la competencia. Por cuestiones laborales, Guillermo no pudo asistir al sorteo, pero ya contaba con su lugar asegurado para disputar la copa. Terminado dicho torneo, se decidió que Allier ya no sería incluido en la lista de titulares.
Al principio de la conformación de la selección, el equipo mexicano estuvo integrado por seis titulares: Guillermo, Óscar Luján, Gustavo Hernández, Manuel Ordorica, Antonio y Raúl Rangel; sin embargo, y en un movimiento bruscamente dirigente por parte de dos directivos de la Federación Mexicana de Bádminton, se optó por formar un equipo de cinco titulares, donde se mantenían los jugadores anteriormente citados, a excepción de Allier, quien ya no estaba considerado, esto a pesar de haber ganado su lugar de forma justa. 
De esta manera, Guillermo, quien fue considerado como suplente, se perdería la oportunidad de jugar por segunda ocasión la Copa del Mundo debido a la acción política que los dos directivos le cometieron.

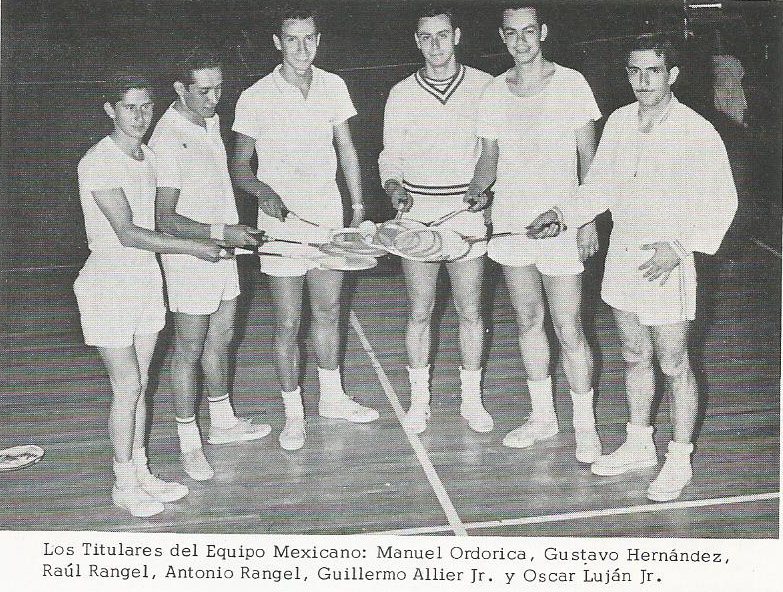
Titulares de la selección mexicana de la Copa Thomas de 1967

A pesar de este movimiento por parte de los directivos, Guillermo formó parte de la selección nacional que enfrentó a Canadá, en la primera ronda eliminatoria de la zona americana por la copa Thomas, efectuados el 11 y 12 de febrero.
La selección finalmente se conformó por
- Guillermo Allier-Suplente[3]
- Antonio Rangel
- Raúl Rangel
- Manuel Ordorica
- Óscar Luján Jr
- Gustavo Hernández

México perdió en su segunda aparición en la copa contra los canadienses por 9-0 puntos requeridos.

##### Edición 1970
El 3 de febrero de 1970 se inició el torneo selectivo en el gimnasio de bádminton del Centro Deportivo Chapultepec. Para las competencias de Dobles, se seleccionó a Guillermo y a Francisco Sañudo como titulares de ese torneo.
Al final del torneo, la selección finalmente se conformó por:
- Guillermo Allier-Suplente
- Roy Díaz González
- Jorge Palazuelos
- Víctor Jaramillo Luque
- José M. Icaza
- Francisco Sañudo
- Enrique Rojo
- Óscar Luján Jr-Suplente

Así, siendo ya un jugador veterano, Guillermo logró ser miembro del equipo mexicano que enfrentó a Estados Unidos en las semifinales de la zona americana por la Copa Thomas, en 1970, siendo ésta su tercera y última aparición en este prestigioso torneo. En esa edición, la selección nacional fue patrocinada por el Comité Olímpico Mexicano y contrató previo al encuentro como entrenador al indonesio Tan Joe Hok.
La escuadra mexicana hizo su aparición en San Diego, California, del 28 de febrero al 1° de marzo y los duelos se efectuaron en el gimnasio de Balboa Park. Pese haber sido suplente y no haber jugado en esa edición, fue junto con Óscar Lujan Jr de los primeros jugadores en ser seleccionados tres veces seguidas para representar a México en la copa mundial.
A pesar de tener en sus filas a jugadores jóvenes, de veterana trayectoria, de categoría mundial y de experiencia triunfal en torneos internacionales, México perdió con un resultado de 7-2 puntos requeridos. Estados Unidos se proclamaba finalista de la zona junto con Canadá. 

## Dedicación al tenis
Al término de su carrera como badmintonista en 1975, dedicó parte de su tiempo libre a jugar tenis tanto social como competitivo en el Centro Deportivo Chapultepec, deporte que ya combinaba con el bádminton desde muy joven.
De hecho, a Guillermo le llamó la atención el tenis cuando su amigo Mario Llamas, subcampeón de la Copa Davis de 1962 lo invitó, durante la década de los 50, a jugar con él durante un mes en una cancha circundante al Hospital Colonia , ubicado en la colonia Cuauhtémoc. Ambos estaban saliendo de una lesión y por eso estaban atendiéndose allí.
Esa fue la primera vez que Guillermo jugó tenis, y a partir de ahí le llamó la atención el practicarlo gracias a aquella invitación de su querido amigo, quien en aquél entonces era uno de tenistas mexicanos que figuraban constantemente tanto a nivel nacional como mundial, y a día de hoy se le considera como uno de los grandes del denominado deporte blanco. 
Participó en varios torneos que organizaba el Centro Deportivo Chapultepec así como en los primeros torneos "GNP seguros" organizados por el Club Deportivo De La Nacional, A.C. 
Fue en muchos torneos capitán del equipo de tenis de categoría C que representaba al Deportivo Chapultepec para enfrentar a otros clubes esparcidos por la Ciudad de México y por la república. Debido a sus triunfos como jugador de Clase C del Deportivo, fue ubicado por la prensa como un Connotado tenista. Participó como juez en la XVI edición del prestigioso Torneo Panamericano de Tenis y en el Campeonato Nacional de Tenis de México de 1957.
Sencillos
| Año  | Torneo                               | Resultado         |
| ---- | ------------------------------------ | ----------------- |
| 1968 | I Campeonato de Tenis "GNP Seguros"  | Medalla de bronce |
| 1969 | II Campeonato de Tenis "GNP Seguros" | Medalla de plata  |
| 1972 | IV Campeonato de Tenis "GNP Seguros" | Medalla de oro    |

Dobles Masculino
| Año  | Torneo                                      | Compañero         | Resultado      |
| ---- | ------------------------------------------- | ----------------- | -------------- |
| 1969 | Torneo Interior de Tenis Clase C del C.D.CH | Alejandro Ramírez | Medalla de oro |
| 1969 | II Campeonato de Tenis "GNP Seguros"        | Manuel de Silva   | Medalla de oro |
| 1970 | III Campeonato de Tenis "GNP Seguros"       | Germán Espinosa   | Medalla de oro |
| 1974 | Torneo Interior de Tenis Clase C del C.D.CH | Alejandro Ramírez | Medalla de oro |

Mixtos
| Año  | Torneo                                      | Compañero       | Resultado        |
| ---- | ------------------------------------------- | --------------- | ---------------- |
| 1974 | Torneo Interior de Tenis Clase C del C.D.CH | Sin información | Medalla de plata |

Ranking del Distrito Federal: Clase C
| Año  | Sencillos |
| ---- | --------- |
| 1973 | 2°        |

## Reconocimientos
- En 1965 la IBF (International Badminton Federation, hoy conocida oficialmente como Badminton World Federation o por sus siglas BWF) registró su nombre por primera vez como seleccionado mexicano de la Copa Thomas, siendo de los primeros atletas nacionales de bádminton en haber aparecido en una copa del mundo y en ser reconocido por la federación.[2]

- En 1965 la International Badminton Federation, con sede en Londres, Inglaterra, lo registra y le concede a Guillermo el título de Jugador Internacional, por su aparición en la Copa Thomas de 1964, siendo de los primeros jugadores de bádminton mexicanos en llevar ese título de manera oficial.[2][1]

- En 2015, con motivo de los festejos por el 75 aniversario del Centro Deportivo Chapultepec, le fue otorgado, junto con otras personalidades del deporte mexicano, el libro Centro Deportivo Chapultepec, tradición y compromiso, por haber sido parte de la historia de dicho deportivo, del bádminton mexicano y de la historia del deporte en México, refiriéndose a Guillermo como parte del equipo de la Copa Thomas en la edición de 1967.

- En 2023 fue galardonado con un diploma por el Centro Deportivo Chapultepec en reconocimiento a su destacada trayectoria deportiva en bádminton. Dicho homenaje fue entregado junto con compañeros, amistades y personalidades del deporte mexicano.

## Curiosidades
- En pláticas de amistad, el intelectual Arturo Arnaiz y Freg le hizo saber la correcta pronunciación de su apellido paterno en el idioma francés.

- Tuvo la oportunidad, en el Centro Deportivo Chapultepec, de jugar un partido social de tenis con Charlton Heston, consagrado actor de cine y ganador del premio Óscar de la edición de 1960.

- Fue sobrino del Teniente Coronel Alfredo Tenorio Carmona, militante del PRI y quien en 1957 se hizo cargo de la presidencia municipal de la Heroica Zitácuaro, en Michoacán.[23]

- No es seguidor del fútbol, sin embargo, en la Copa Mundial de la FIFA de 1970 tuvo la oportunidad de conocer en Guadalajara a la plantilla de la Selección de Brasil, entre los que destacan Pelé, Jairzinho, Paulo Cézar, Rivellino etc., y que fueron campeones en esa edición mundialista. Esto se dio por intercambiar artefactos deportivos con el cuerpo técnico de los brasileños a cambio de poder presenciar su entrenamiento en el Club Providencia.